# Ancelin Gourjault

Ancelin Gourjault, né le 13 octobre 1996, est un céiste français spécialisé dans le canoë monoplace (C1) et biplace (C2) avec Lucas Pazat. 
Il est licencié au club de Marsac sur l'Isle, et étudiant à l'INSA de Lyon.

## Palmarès

### Championnats du monde
- 2017 à Pau,  France
  -  Médaille d'or en sprint C1 par équipe
  - 5e place en sprint C1
- 2018 à Muotathal,  Suisse
  -  Médaille d'or en classique C2 par équipe
  -  Médaille d'or en sprint C2 par équipe
  -  Médaille d'argent en sprint C2
  -  Médaille de bronze en classique C2
- 2019 à La Seu d'Urgell,  Espagne
  -  Médaille d'or en sprint C2 par équipe
- 2021 à Bratislava,  Slovaquie
  -  Médaille d'or en C2 par équipe
- 2022 à Treignac,  France
  -  Médaille de bronze en classique C1
  -  Médaille de bronze en classique C2
  -  Médaille de bronze en sprint C1

### Championnats d'Europe
- 2014 à Banja Luka,  Bosnie-Herzégovine, Junior 
  - 8e en classique C1
  -  Médaille de bronze en classique C1 par équipe
  - 4e en sprint C1
  -  Médaille d'argent en sprint C1 par équipe
- 2017 à Skopje,  Macédoine
  - 9e en classique C1
  -  Médaille de bronze en classique C1 par équipe
  - 4e en sprint C1
  -  Médaille d'or en sprint C1 par équipe

### Championnats du monde U23
- 2017 à Murau,  Autriche
  - 4e en classique C1
  -  Médaille de bronze en classique C1 par équipe
  - 8e en sprint C1
  -  Médaille d'or en sprint C1 par équipe
- 2018 à Banja Luka,  Bosnie-Herzégovine
  -  Médaille de bronze en classique C1
  -  Médaille d'or en classique C1 par équipe
  - 5e en sprint C1
  -  Médaille d'argent en sprint C1 par équipe

### Coupe du monde
- 2016 à Celje,  Slovénie
  - 11e en classique C1 (manche 1)
  - 8e en sprint C1 (manche 2)
- 2017 à Muotathal,  Suisse
  - 6e en classique C1 (manche 1)
  - 12e en sprint C1 (manche 2)
- 2017 à Augsbourg,  Allemagne
  - 6e en sprint C1 (manche 3)
  - 10e en classique C1 (manche 4)
- 2019 à Treignac,  France
  - 5e en classique C1 (manche 1)
  -  Médaille d'or en sprint C1 (manche 2)

### Championnats de France
- Sprint :
  -  Médaille d'or en C1 2014 (junior)
  -  Médaille de bronze en C1 en 2017
  -  Médaille d'or en C1 par équipe 2017 et 2019
  -  Médaille d'or en C2 par équipe 2017 et 2019
  -  Médaille de bronze en C1 par équipe en 2018
  -  Médaille de bronze en C2 par équipe en 2018
  -  Médaille de bronze en C2 en 2018

- Classique :
  -  Médaille d'or en C1 par équipe 2016 et 2018
  -  Médaille d'or en C2 par équipe 2016 et 2018
  -  Médaille d'argent en C2 en 2017

- Mass Start : 
  -  Médaille de bronze en C1 en 2019